# Église troglodyte Notre-Dame-des-Hongrois
L'église troglodyte Notre-Dame-des-Hongrois (en hongrois : Magyarok Nagyasszonya sziklatemplom) est une église catholique romaine de Budapest située à flanc du Gellért-hegy, en face du Szabadság híd. Elle est aménagée dans une cavité souterraine.